# Децим Юний Брут Каллаик
Децим Юний Брут Каллаик (лат. Decimus Iunius Brutus Callaicus; родился, предположительно, в 181 году до н. э. — умер после 121 года до н. э., Рим, Римская республика) — римский военачальник и политический деятель из плебейского рода Юниев Брутов, консул 138 года до н. э. Во время своего консулата конфликтовал с народными трибунами из-за воинского набора. В последующие годы был наместником провинции Дальняя Испания; здесь он завоевал Лузитанию и Галлецию, первым из римских полководцев выйдя к Атлантическому океану. Совместно с Марком Эмилием Лепидом Порциной вёл войну с городом Паллантия в Кельтиберии, но потерпел поражение. По возвращении в Рим в 132 году до н. э. получил триумф и почётное прозвание «Каллаик» (Галлецийский).
Позже Децим Юний участвовал в войне против япидов в Иллирии (129 год до н. э.). В 121 году до н. э. он командовал проправительственными войсками при подавлении движения Гая Семпрония Гракха.

## Биография

### Происхождение
Децим Юний принадлежал к плебейскому роду Юниев, первые достоверные известия о котором относятся к концу IV века до н. э. Позже, в I веке до н. э., плебеи Бруты уже претендовали на происхождение от патриция Луция Юния Брута, легендарного основателя Римской Республики, имевшего якобы троянское происхождение. Децим был одним из двух сыновей Марка Юния Брута, консула 178 года до н. э.; его старший брат Марк поднялся в своей карьере только до претуры (в 140 году до н. э.).
Аппиан называет родственником Децима Юния Марка Эмилия Лепида Порцину, но не уточняет степень родства.

### Начало карьеры
О жизни Децима Юния до консулата ничего не известно. Исходя из требований Закона Виллия, исследователи датируют рождение Брута 181 годом до н. э.; не позже 141 года до н. э. он должен был занимать должность претора.
В 138 году до н. э. Децим Юний стал консулом вместе с патрицием Публием Корнелием Сципионом Назикой Серапионом. Немецкий антиковед Г. Симон предполагает, что у коллег были дружественные взаимоотношения. Источники упоминают два конфликта между этими консулами и народными трибунами, причём неизвестно, какой из них произошёл раньше. Брут упоминается в связи с одним из этих конфликтов, поводом для которого стал воинский набор для очередной кампании в Испании. Консулы проводили мобилизацию со всей строгостью, подвергая уклонистов порке розгами и продавая их в рабство; народные трибуны Гай Куриаций и Секст Лициний потребовали, чтобы от службы освободили десять человек по их выбору, а получив отказ, подвергли Брута и Назику аресту. Таким образом, по словам антиковеда М. Моргана, трибуны «эксплуатировали и выражали всеобщее и глубокое недовольство требованиями набора».
К 138 году до н. э. относится резонансное дело об убийстве неких «известных людей» в Сильском лесу, что в Бруттии, основными подозреваемыми в котором стали арендаторы местной дегтярни. Децим Юний и Публий Корнелий по поручению сената провели расследование и судебные слушания по этому делу. Сначала защитником арендаторов был Гай Лелий, который вёл защиту «очень тщательно и изящно»; тем не менее консулы, выслушав его, постановили продолжить следствие. Тогда защита перешла к Сервию Сульпицию Гальбе, и он произнёс речь настолько энергично и убедительно, что судьи тут же оправдали обвиняемых при всеобщем одобрении.

### В Лузитании и Галлеции
На момент распределения провинций в начале 138 года до н. э. ещё не было известно о том, что самый опасный враг Рима в те годы, вождь лузитанов Вириат, убит. Поэтому сенат решил в очередной раз направить в Дальнюю Испанию одного из консулов; эта провинция досталась Дециму Юнию, предположительно на основе его соглашения с коллегой. Позже, когда известие о гибели Вириата пришло в Рим, миссию Брута никто отменять не стал.
Децим Юний продолжил дело Цепиона по расселению на новых землях лузитанов для того, чтобы положить конец их набегам. В частности, Брут предоставил поселенцам основанную им колонию Валенсия и земли вокруг неё. В историографии нет единого мнения об идентификации этого города: это может быть Валенсия-де-Алькантара, Валенсия дель Гид или Валенсия на реке Миньо. Ряд исследователей склоняется в пользу первого варианта. Вследствие новой колонизационной политики и гибели Вириата лузитаны перестали быть угрозой для Дальней Испании. Тем не менее война продолжалась: теперь это было планомерное завоевание Римом собственно Лузитании. Неясно, насколько большую роль при этом сыграла инициатива Децима Юния.
Предположительно в первый год своего наместничества (138 до н. э.) Брут прошёл через всю Лузитанию до океана и до реки Дурий. Он разорял всё на своём пути; местное население либо укрывалось в горах, либо оказывало ожесточённое сопротивление, но римляне неизменно одерживали верх. За время этого похода было взято тридцать городов. Луций Анней Флор рассказывает, что Децим Юний, «с победой дойдя до побережья Океана, …с ужасом и страхом святотатства увидел солнце, закатывающееся в море, огонь его, погруженный в воды, и только тогда повернул боевые знамёна».
В следующем году (137 до н. э.) Децим Юний, уже с полномочиями проконсула, перешёл Дурий и опустошил территории к северу от этой реки. Самым знаменитым эпизодом этой кампании стало форсирование реки Обливион. Существовала легенда, что тот, кто её перейдёт, потеряет память, и римских солдат, узнавших об этом, охватил суеверный ужас. Тогда Брут сам схватил штандарт и вошёл в воду; его армии пришлось последовать за ним. Далее римляне вторглись в земли галлеков, с которыми прежде никогда не имели дело (по словам Гая Веллея Патеркула, Децим Юний дошёл «до тех, о которых едва ли кто слышал»). Здесь произошло большое и ожесточённое сражение, в котором римляне одержали победу. Именно к этому эпизоду может относиться фрагмент из «Исторической библиотеки» Диодора Сицилийского: «Юний уговаривал солдат теперь или никогда вести себя как мужчины и показать себя достойными своих прежних успехов… Тем не менее, их сердца не дрогнули, ибо сила рассудка возобладала над их телесной немощью». Павел Орозий сообщает, будто галлеков в этой битве было 60 тысяч, и 50 тысяч из них погибло, а ещё 6 тысяч попали в плен; Ф. Мюнцер предположил, что эти неправдоподобные цифры восходят к анналистам.
По данным Овидия, это сражение произошло 9 июня:

Прозвище Брут получил когда-то Каллаика в этот

День, ибо пролил врагов кровь на Испанской земле.
— Публий Овидий Назон. Фасты, VI, 461—462.
Победив галлеков, Децим Юний дошёл до реки Миний. Воины горного племени бракаров напали на римский обоз, после чего началась новая серия боёв. Бракары сражались с большим мужеством, причём не только мужчины, но и женщины; тем не менее римляне снова одержали победу.

### В Кельтиберии
К тому времени, когда Брут закончил свой поход на северо-запад (осенью 137 года до н. э.), резко ухудшилась обстановка в соседней провинции. Тамошний наместник Гай Гостилий Манцин, окружённый нумантинцами, заключил с ними позорный договор, который в Риме отказались признавать. Поэтому полномочия Децима Юния, вопреки сложившейся традиции, продлили во второй раз. Известно, что это решение было предметом дискуссии в сенате и что с речью «Об империи Децима Брута» (De imperii D. Bruti) выступил Публий Корнелий Сципион Эмилиан; предположительно он поддержал эту пролонгацию. Новым наместником Ближней Испании стал родственник Брута Марк Эмилий Лепид Порцина.
Поскольку нумантинская проблема оказалась на какое-то время подвешенной в воздухе, Лепид Порцина решил начать новую войну — с племенем ваккеев, обвинённым в связях с Нуманцией, — и Брут его поддержал. Предположительно уже в 136 году до н. э. наместники осадили город Паллантия. Сюда прибыли двое послов из Рима, Луций Корнелий Цинна и Луций Цецилий Метелл Кальв; привезённое ими постановление сената, адресованное Лепиду, недвусмысленно запрещало эту войну, но было проигнорировано, причём в числе формальных оснований, названных Марком Эмилием, был тот факт, что сенат не знал об участии в войне Децима Юния.
Осада Паллантии затянулась, так что римляне начали испытывать серьёзные трудности со снабжением. Им пришлось съесть всех обозных животных, и многие солдаты умерли с голоду. Брут и Лепид «долгое время крепились», но в конце концов отдали приказ об отступлении в самый неожиданный момент, ночью. В результате отход римской армии был больше похож на бегство: легионеры бросали раненых, больных и даже собственное оружие и уходили без какого-либо порядка. Паллантинцы воспользовались этим и весь следующий день преследовали врага, нанося ему серьёзный урон (Орозий говорит о 6 тысячах погибших). С наступлением ночи измученные римляне не смогли даже разбить лагерь, но противник по неизвестной причине ушёл; существует предположение, что виной тому было лунное затмение в ночь с 31 марта на 1 апреля 136 года до н. э.
После этого поражения Брут вернулся в свою провинцию. Ф. Мюнцер предполагает, что осада Паллантии была последней военной операцией Децима Юния в Испании, но по мнению Г. Симона, уже после этих событий произошло упомянутое у Аппиана умиротворение Лузитании. Многие местные общины за время отсутствия проконсула отпали от Рима, и Бруту пришлось подчинять их заново. В деталях известен только один эпизод — усмирение города Талабрига, который до того восставал неоднократно. Децим Юний добился его капитуляции, вывел жителей из города, окружил своими солдатами и произнёс речь, в которой перечислил все измены талабригийцев. Те пришли в ужас, решив, «что он хочет сделать с ними что-то страшное», но Брут, закончив, отпустил горожан, ограничившись конфискацией общественного имущества.
Когда именно закончилось наместничество Децима Юния в Дальней Испании, неизвестно. Сохранившиеся источники не сообщают, сколько раз продлевались его полномочия. Триумф над галлеками и лузитанами состоялся в 132 году до н. э., но Брут мог вернуться в Италию существенно раньше.

### Поздние годы
Триумф Децима Юния состоялся незадолго до триумфа Сципиона Эмилиана над нумантийцами, то есть в 132 году до н. э. Возможно, этому предшествовал какой-то период ожидания; причиной тому могли стать поражение Брута под Палланцией и сложная политическая ситуация в Риме. Триумфатор вступил в город «с великой славой» и получил почётное прозвание Каллаик (Галлецийский). На средства из добычи он построил во исполнение данного в Испании обета храм Марса рядом с Фламиниевым цирком (автором проекта был Гермодор Саламинский) и другие «храмы и памятники». Известно, что преддверия в эти храмы Брут украсил цитатами из произведений поэта Луция Акция, который был его лучшим другом. Внутри храма Марса Децим Юний поставил статуи Марса и Венеры работы Скопаса.
В 129 году до н. э. в качестве легата Брут принял участие в походе консула этого года Гая Семпрония Тудитана в Иллирию, против племени япидов. Сначала римляне потерпели поражение, но позже «благодаря доблести Децима Юния Брута» была одержана победа. Благодаря одному упоминанию в трактате Марка Туллия Цицерона «О дружбе» известно, что ещё до 129 года до н. э. Децим Юний стал членом жреческой коллегии авгуров.
В последний раз Брут упоминается в источниках в связи с событиями 121 года до н. э. Когда в Риме развернулись полноценные уличные бои между сторонниками Гая Семпрония Гракха и сенатской «партией», Брут был в составе последней. Он командовал отрядом, ворвавшимся на Капитолий, где засели гракханцы, со стороны Публиева склона. При этом некоторые источники утверждают, что Гай Гракх был зятем Децима Юния.

## Интеллектуальные занятия
Марк Туллий Цицерон в трактате «Брут» упоминает, что Каллаик «говорил не без изящества и для своего времени был весьма сведущ как в латинской, так и в греческой литературе». Об этом Цицерону рассказывал Луций Акций. Свою любовь к греческой культуре Децим Юний продемонстрировал, пригласив архитектора-грека для строительства храма Марса.
Известно, что Децим Юний считал декабрь последним месяцем года, а потому именно в декабре совершал жертвоприношения умершим.

## Семья
Брут был женат на женщине по имени Клодия, от которой имел сына того же имени. Корнелий Непот утверждал, что на дочери Децима-старшего был женат Гай Семпроний Гракх, но большинство античных авторов, по словам Плутарха, называет единственной женой Гая Лицинию, дочь Публия Лициния Красса Муциана. Ф. Мюнцер выдвинул гипотезу, примиряющую эти два варианта: Брут мог жениться на вдове Красса Муциана, так что Гракх был женат на его падчерице, а не дочери.
Дочерью Брута могла быть жена Гая Клавдия Марцелла, претора 80 года до н. э. В этом случае внуком Децима Юния был ещё один Гай Клавдий Марцелл, муж сестры Августа.